# 威洛克里克 (加利福尼亞州)
威洛克里克（英語：Willow Creek）是位於美國加利福尼亞州洪堡縣的一個人口普查指定地區。

## 地理
威洛克里克的座標為40°56′22″N 123°37′53″W / 40.93944°N 123.63139°W，而該地最高點為海拔高度186米（即610英尺）。

## 人口
根據2010年美國人口普查的數據，威洛克里克的面積為79.281平方千米，當中陸地面積為78.504平方千米，而水域面積為0.777平方千米。當地共有人口1710人，而人口密度為每平方千米21人。